# Akito Fukumori
Akito Fukumori (福森 晃斗?, Fukumori Akito; Kanagawa, 16 dicembre 1992) è un calciatore giapponese, difensore dello Yokohama FC in prestito dal Consadole Sapporo.

## Caratteristiche tecniche
È un difensore centrale.

## Palmarès

### Club

#### Competizioni nazionali
- J2 League: 1

Consadole Sapporo: 2016